# Grazioso
Grazioso is een Italiaanse muziekterm met betrekking tot de voordrachtswijze waarmee een muziekstuk of passage eruit uitgevoerd dient te worden. Men kan de term vertalen als gracieus of sierlijk. Dit betekent dus dat, als deze aanwijzing wordt gegeven, men een bepaalde sierlijkheid tot uitdrukking moet laten komen. Deze aanwijzing is in de eerste plaats een aanwijzing met betrekking tot de voordracht en heeft in principe geen invloed op het te spelen tempo of de te spelen dynamiek. Echter kan wel gesteld worden dat bij het gewenste karakter een bepaalde dynamiek of bepaald tempo logisch is en toch lichte aanpassingen daarin voorkomen. De mate waarin dit gebeurt, is afhankelijk van andere aanwijzingen van een componist en de interpretatie van uitvoerend muzikant(en) en/of dirigent. Een verwante term is leggiero (licht).
De uitdrukking Con grazia heeft dezelfde betekenis als grazioso.